# Riti, magie nere e segrete orge nel trecento
Riti, magie nere e segrete orge nel trecento è un film del 1973 diretto da Renato Polselli. Il film, realizzato nel 1971 con il titolo di La reincarnazione, uscì nelle sale due anni più tardi con un nuovo titolo per inserirsi nel filone del decamerotico.

## Trama
Una setta di vampiri sta cercando la donna giusta in grado di far risorgere la loro dea morta da seicento anni. Durante una festa, i mostri mettono in scena persecuzioni e omicidi, favorendo però la loro stessa distruzione.

## Produzione
Il film è stato girato nel Castello Piccolomini di Balsorano e a L'Aquila, a detta del regista in cinque o sei settimane.

## Distribuzione
Distribuito nei cinema il 17 gennaio 1973, il film incassò circa 68 milioni di lire italiane.

## Colonna sonora
La colonna sonora del film, composta da Romolo Forlai e Gian Franco Reverberi e interpretata dal South African Combo, è stata pubblicata in singolo su 7" Orgiastic Ritual/Black Secret per l'etichetta Tickle con numero di catalogo TSP 1308.

### Tracce
1. Orgiastic Ritual
2. Black Secret